# Municipio de Leroy (condado de Ingham)
El municipio de Leroy (en inglés: Leroy Township) es un municipio ubicado en el condado de Ingham en el estado estadounidense de Míchigan. En el año 2010 tenía una población de 3530 habitantes y una densidad poblacional de 39,84 personas por km².

## Geografía
El municipio de Leroy se encuentra ubicado en las coordenadas 42°38′8″N 84°12′53″O / 42.63556, -84.21472. Según la Oficina del Censo de los Estados Unidos, el municipio tiene una superficie total de 88.6 km², de la cual 88,39 km² corresponden a tierra firme y (0,23 %) 0,21 km² es agua.

## Demografía
Según el censo de 2010, había 3530 personas residiendo en el municipio de Leroy. La densidad de población era de 39,84 hab./km². De los 3530 habitantes, el municipio de Leroy estaba compuesto por el 96,26 % blancos, el 0,54 % eran afroamericanos, el 0,54 % eran amerindios, el 0,65 % eran asiáticos, el 0,68 % eran de otras razas y el 1,33 % eran de una mezcla de razas. Del total de la población el 2,01 % eran hispanos o latinos de cualquier raza.